# Gerlachovský štít
Gerlachovský štít  är den högsta toppen i Slovakien, 2 655 meter över havet. Det är också den högsta toppen i Tatrabergen och i hela bergskedjan Karpaterna. Trots sin relativt låga höjd höjer Gerlachovský štít sig drygt 2 000 meter över dalbottnen.

## Etymologi
Gerlachovský štít betyder "byn Gerlachovs bergstopp". Det slovakiska vardagliga (inofficiella) namnet är Gerlach. De polska officiella namnen är Gerlach eller Gierlach, medan dess polska vardagliga namn är Girlach och Garłuch. Namnet på själva byn Gerlachov är av tyskt ursprung, eftersom regionen Spiš runt Höga Tatrabergen i Slovakien har bebotts av tyska bosättare i flera århundraden.

## Tillträde
Endast medlemmar i en nationell UIAA-klubb får klättra upp på toppen på egen hand. Andra besökare måste ha en certifierad bergsguide med sig. De två enklaste och vanligaste vägarna är Velická próba på uppvägen och Batizovská próba på nervägen. De har namn efter sina respektive dalgångar. Båda är skyddade av kedjor. På grund av en exponerad sektion längs Velická próba och knepig orientering, särskilt på åsen, är båda bland de svårare krypvägarna i Höga Tatrabergen.